# Aphilopota mailaria
Aphilopota mailaria là một loài bướm đêm trong họ Geometridae.